# Epideira gabensis
Epideira gabensis é uma espécie de gastrópode do gênero Epideira, pertencente à família Horaiclavidae.